# Puente Te Rewa Rewa
El Puente Te Rewa Rewa (en inglés: Te Rewa Rewa Bridge) es un puente peatonal y carril para bicicletas que pasa a través del río Waiwhakaiho en Nueva Plymouth, Nueva Zelanda. 
Su forma y entorno espectacular hacen que sea un punto de referencia popular. Chris Whitaker fue nominado para el premio Persona del Año 2011, por su papel de líder en este y otros proyectos locales. El puente es parte de la extensión norte de la Calzada Costera, conectando New Plymouth con Bell Block. La ampliación ha sido posible gracias a un acuerdo especial entre Ngāti Tawhirikura hapū y el Consejo de Distrito de Nueva Plymouth. Un "pā" histórico está situado en la orilla del río al norte y este fue el sitio donde se produjo una batalla durante las guerras del mosquete, en lo que ahora es un cementerio (Rewa Rewa) El puente está situado en una zona semirrural. no más